# Helga Kleiner

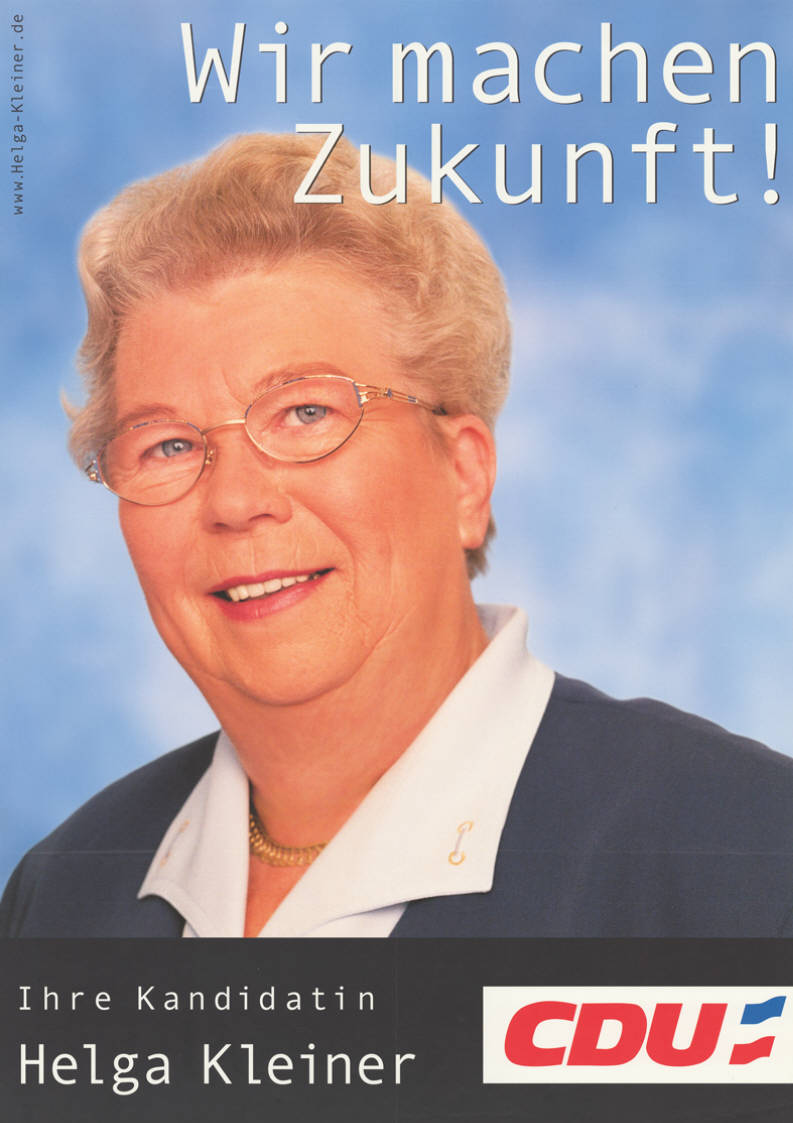
Helga Kleiner auf einem Landtagswahlplakat 2000

Helga Kleiner (* 28. Januar 1935 in Mölln als Helga Martens) ist eine deutsche Politikerin (CDU).

## Leben
Helga Kleiner wurde in Mölln geboren und besuchte nach der Mittleren Reife die Höhere Handelsschule in Flensburg. Bis 1961 arbeitete sie als Bürokauffrau.
1966 schloss sie sich der CDU an, übernahm Funktionen in der Frauen-Union in Lübeck und auf verschiedenen Ebenen der CDU. Bei der Wahl zur Lübecker Bürgerschaft am 2. März 1986 zog sie über die CDU-Liste in das Kommunalparlament der Hansestadt ein und wurde am 25. März 1990 wiedergewählt.
Im Juni 1992 schied sie aus der Bürgerschaft aus, nachdem sie im April 1992 über die Landesliste der CDU in den Landtag Schleswig-Holstein gewählt worden war. Dem Landtag gehörte sie bis Ablauf der Wahlperiode 1996 an. 1999 übernahm sie den Vorsitz der Senioren-Union in Schleswig-Holstein, 2002 wurde sie zur stellvertretenden Bundesvorsitzenden der Senioren-Union gewählt. Von März 2000 bis März 2005 gehörte sie erneut dem Landtag an.
2007 wurde sie mit dem Bundesverdienstkreuz am Bande ausgezeichnet.
Helga Kleiner ist verheiratet und hat zwei Kinder.